# گروشام گرینج
گروشام گرینج (به انگلیسی: Groosham Grange) نام مجموعه‌ای از داستان‌های تخیلی است نوشته‌شده در سال ۱۹۸۸ توسط آنتونی هوروویتس نویسندهٔ انگلیسی گونه وحشت و خیال‌پردازی.
شخصیت اصلی این کتاب که دیوید نام دارد به مدرسه‌ای به نام گروشام گرینج دعوت می‌شود. که این دعوت نیز به نوبه خود عجیب بوده زیرا نامه را به جای پستچی کلاغی آورده‌است و نامه از اتفاقات داخل خانه با خبر است. پدر دیوید نیز با خوشحالی این دعوت را قبول می‌کند و دیوید را به گروشام گرینج می‌فرستد.
گروشام گرینج واقع در جزیره‌ای است که بر روی نقشه وجود ندارد و در نامه ذکر شده‌است که باید در سکوی قطار منتظر سرایدار مدرسه بماند و از آنجا با کشتی به مدرسه بروند. در قطار دیوید با دو نفر که به همان مدرسه قرار است بروند آشنا می‌شوند که هر دوی آنها نیز مانند دیوید به آن مدرسه دعوت شده‌اند.
در همان شب اول دیوید متوجه می‌شود که آن مدرسه با بقیه مدرسه‌ها تفاوت دارد زیرا از آن با خون خودشان به جای جوهر امضا گرفتند!
هوروویتس چند سال پس از گروشام گرینج، قسمت دوم آن جام نحس یا بازگشت به گروشام گرینج را منتشر کرد.

## منبع
1. ↑  از متن پشت جلد ترجمه کتاب در ایران، آنتونی هوروویتس، گروشام گرینج و جام نحس،ترجمه گیتا گرکانی، انتشارات کاروان
2. ↑  سایت رسمی آنتونی هوروویتس

- مشارکت‌کنندگان ویکی‌پدیا. «L'Île du Crâne». در دانشنامهٔ ویکی‌پدیای فرانسوی، بازبینی‌شده در ۲۱ فوریه ۲۰۱۴.